# فيلهلم هوتيل
فيلهلم هوتيل (بالألمانية: Wilhelm Höttl)‏ أو هوتل (19 مارس 1915 - 27 يونيو 1999) عضوًا في الحزب النازي النمساوي، وعضوًا في قوات الأمن الخاصة رقي إلى رتبة إس إس- شتورمانفهرر. خدم في الشرطة الأمنية الألمانية (جهاز الأمن؛ الأس دي)، وبحلول عام 1944 كان يعمل رئيس الاستخبارات والتجسس المضاد في وسط وجنوب شرق أوروبا. بعد انتهاء الحرب، تم تجنيده من قبل فيلق مكافحة الاستخبارات التابع لجيش الولايات المتحدة. في وقت لاحق، افتتح مدرسة في Bad Aussee وقام بتأليف كتابين. توفي في عام 1999.

## سيرة شخصية
ولد هوتيل في فيينا، النمسا - المجر، 19 مارس 1915. في عام 1938، في سن 23، حصل على الدكتوراه في التاريخ من جامعة فيينا.

## شاهد الادعاء في محاكمات نورمبرغ
في مارس 1945، اتصل هوتل بسلطات OSS في سويسرا، وفي مايو 1945 سلم نفسه للسلطات الأمريكية في Bad Aussee. ثم نُقل إلى ألمانيا، حيث احتُجز حتى أكتوبر / تشرين الأول 1947 عندما نُقل إلى النمسا وحُبس في لاغر كيلشيم، سالزبورغ. خلال هذا الوقت، احتل هوتيل مكانة بارزة كشاهد للادعاء في محاكمات نورمبرغ. في إفادة خطية مؤرخة 25 نوفمبر 1945، وصف هوتيل البالغ من العمر 30 عامًا محادثة أجراها مع أدولف أيخمان في أغسطس 1944 خلال الأشهر الأخيرة من الحرب. عُقد اجتماع الرجلين في مكتب هوتيل في بودابست: 
 قُتل حوالي 4000,000 يهودي في معسكرات الاعتقال المختلفة، بينما قُتل 2000,000 شخص آخرين بطرق أخرى، تم إطلاق النار على الجزء الأكبر منهم من قبل فرق العمليات التابعة لشرطة الأمن خلال الحملة ضد روسيا. 

## العمل من أجل مخابرات الجيش الأمريكي
تم إطلاق سراح هوتيل من الحبس في ديسمبر 1947، ورفض الجيش الأمريكي تسليمه إلى محاكم الشعب النمساوية، والتي اتخذت في ذلك الوقت إجراءات ضد الجناة النازيين. في مارس 1948، كان على اتصال مع CIC وأصبح بعد ذلك رئيسًا للتحكم في عمليتي تجسس هما "MOUNT VERNON" و"MONTGOMERY". كانت مهمته القيام بالتجسس ضد الحزب الشيوعي في النمسا والأنشطة السوفيتية في الجزء الذي يحتله الاتحاد السوفيتي من النمسا. وصف هوتيل من قبل هيئة الاستخبارات المركزية بأنه «مصدر ممتاز للأفكار، سواء كانت ملموسة أو نظرية، بشأن التوسع في الاستخبارات الأمريكية في النمسا».

## الحياة في وقت لاحق
حصل هوتيل على علامة تقديرية على عمله كمؤرخ وكمدير مدرسة، على الرغم من احتجاج الناجين من الضحايا. توفي هووتل في 27 يونيو 1999 في ألتاوسي، النمسا، عن عمر يناهز 84 عامًا.